# George Lloyd, 1:e baron Lloyd
George Ambrose Lloyd, från 1925 1:e baron Lloyd, född 19 september 1879, död 4 februari 1941, var en brittisk politiker och ämbetsman.
Efter resor i Burma, Indien, Tibet, Egypten och Marocko blev Lloyd 1905 attaché vid brittiska beskickningen i Konstantinopel. Han fick 1908 uppdrag att undersöka möjligheterna för Storbritanniens handel i Turkiet, Mesopotamien och vid Persiska viken. Lloyd tjänstgjorde under första världskriget bland annat i Egypten och vid arabarmén i Hijaz, var 1918-23 guvernör i Bombay och 1925-29 high commissioner i Egypten och Sudan, från vilken post han tvingades avgå på grund av sitt motstånd mot de av den brittiska regeringen under Ramsay MacDonald föreslagna eftergifterna åt det egyptiska nationalistpartiet. Åren 1910-18 och 1924-25 var Lloyd konservativ ledamot av underhuset.